# Molino de algodón

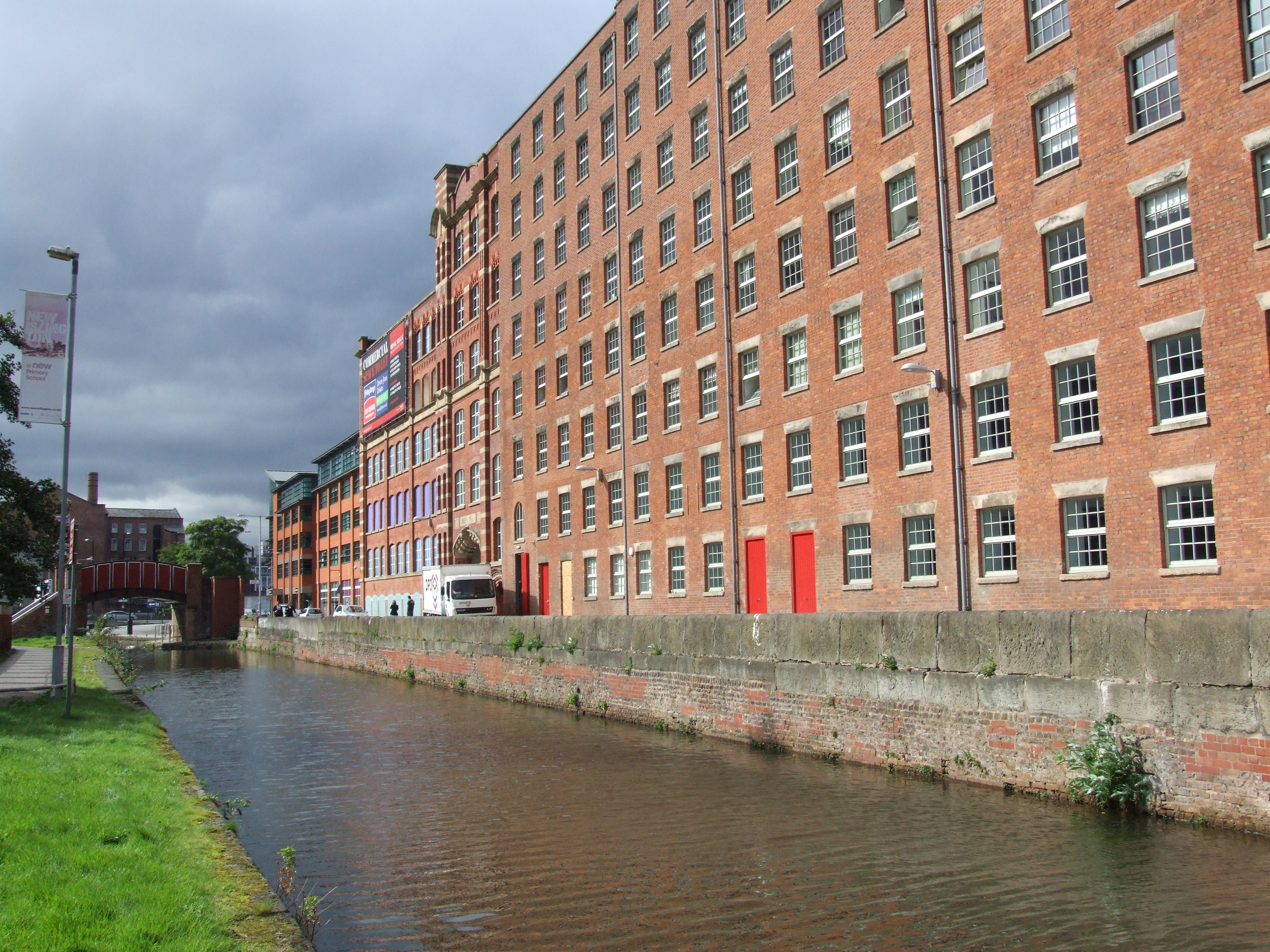
Hilanderías en Ancoats, Manchester, Inglaterra: representación de un paisaje urbano dominado por las fábricas

Un molino de algodón es un edificio que alberga maquinaria de hilado o tejeduría para la producción de hilo o tela a partir de algodón, un producto importante durante la Revolución Industrial en el desarrollo del sistema fabril.
Aunque algunos eran impulsados por animales, la mayoría de los primeros molinos se construyeron en zonas rurales en ríos y arroyos de corriente rápida utilizando  molinos de agua para su funcionamiento. El desarrollo de la máquinas de vapor viable por parte de Boulton y Watt a partir de 1781 condujo al crecimiento de molinos más grandes, impulsados por el vapor, lo que permitió que se concentraran en las «ciudades molineras» urbanas, como Manchester, que con la vecina Salford contaba con más de 50 molinos en 1802.
La mecanización del proceso de hilado en las primeras fábricas fue decisiva para el crecimiento de la industria de máquinas-herramienta, permitiendo la construcción de fábricas de algodón más grandes. Se desarrollaron compañías limitadas para construir fábricas, y los parqués de la «bolsa de algodón de Manchester», crearon una vasta ciudad comercial. Las fábricas generaron empleo, atrayendo a trabajadores de zonas mayoritariamente rurales y ampliando la población urbana. Proporcionaban ingresos a niñas y mujeres. [En las fábricas se utilizaba el trabajo infantil, y el sistema de fábricas dio lugar al movimiento obrero. Las malas condiciones se convirtieron en objeto de periodismo de investigación, y en Inglaterra se redactaron las Acta de Fábricas para regularlas.
La fábrica de algodón, originalmente un fenómeno de Lancashire, fue copiada en Nueva Inglaterra y más tarde en los estados del sur de América. En el siglo XX, la región del Noroeste de Inglaterra perdió su supremacía en favor de Estados Unidos, luego a Japón y posteriormente a China.